# Attentats de Kizliar
Les attentats de Kizliar sont un double attentat-suicide survenu le 31 mars 2010 à Kizliar, dans la république russe du Caucase du Nord du Daghestan, ayant fait 12 morts et 18 blessés.